# Lily et Lily
Lily et Lily est une pièce de théâtre de Pierre Barillet et Jean-Pierre Gredy publiée en 1984.

## Argument
Lily, star de cinéma, est une alcoolique snob et débauchée qui vit dans le luxe et la jet set du Hollywood des années 1930. Un beau jour, sa sœur jumelle débarque tout droit de sa campagne profonde du Midwest...

## Distribution
Version de 1985 au Théâtre Antoine (Paris)
- Mise en scène : Pierre Mondy
- Jacqueline Maillan : Lily Dacosta / Deborah Dacosta
- Jacques Jouanneau : Sam
- Francis Lemaire : Jonathan
- Yvan Varco : Vladi
- Henri Lambert : Dori, son ex-mari, évadé d'Alcatraz
- Maaike Jansen : Charlène, la critique
- Erick Desmarestz : Galion, le valet de chambre
- Annick Le Goff : Yoëlle, la femme de chambre

Version de 2006-2007 au Théâtre de la Tête d'Or (Lyon) et en tournée
- Mise en scène : Gérard Moulevrier
- Décors : Stéfanie Jarre
- Costumes: Jean-Daniel Vuillermoz
- Annie Cordy : Lily Dacosta / Deborah Dacosta
- Jacques Ciron : Sam
- Christian Morin
- Firmine Richard
- Arièle Semenoff
- Clément Koch
- Tony Librizzi
- Didier Raymond